# كين هيغز
كين هيغز هو لاعب كرة قدم كندية كندي، ولد في 12 يناير 1931 في فانكوفر في كندا.

## وصلات خارجية
- كين هيغز على موقع JustSportsStats.com (الإنجليزية)